# Antilles néerlandaises aux Jeux sud-américains
Les Antilles néerlandaises n'ont pas participé à tous les Jeux sud-américains de manière continue. Elles participèrent pour la première fois à cette compétition lors de la cinquième édition qui eut lieu à Valencia en 1994.

## Historique des médailles
| Année | Pays                   | Lieu              | Position | Or  | Argent | Bronze | Total |
| ----- | ---------------------- | ----------------- | -------- | --- | ------ | ------ | ----- |
| 1978  | Drapeau de la Bolivie  | La Paz            | -        | -   | -      | -      | -     |
| 1982  | Drapeau de l'Argentine | Rosario           | -        | -   | -      | -      | -     |
| 1986  | Drapeau du Chili       | Santiago du Chili | -        | -   | -      | -      | -     |
| 1990  | Drapeau du Pérou       | Lima              | -        | -   | -      | -      | -     |
| 1994  | Drapeau du Venezuela   | Valencia          | 9/14     | 3   | 5      | 5      | 13    |
| 1998  | Drapeau de l'Équateur  | Cuenca            | -        | -   | -      | -      | -     |
| 2002  | Drapeau du Brésil      | Brésil            | 7/14     | 3   | 2      | 7      | 12    |
| 2006  | Drapeau de l'Argentine | Buenos Aires      | 14/15    | 0   | 0      | 0      | 2     |
| 2010  | Drapeau de la Colombie | Medellín          | 12/15    | 1   | 0      | 3      | 4     |
| 2014  | Drapeau du Chili       | Santiago du Chili |          |     |        |        |       |
| Total | Total                  |                   |          | 356 | 300    | 270    | 926   |